# Brachistosternus roigalsinai
Espèce
Brachistosternus roigalsinai est une espèce de scorpions de la famille des Bothriuridae.

## Distribution
Cette espèce est endémique du Chili. Elle se rencontre dans les régions de Coquimbo et d'Atacama.

## Description
Le mâle holotype mesure 61,94 mm et la femelle paratype 65,84 mm.

## Étymologie
Cette espèce est nommée en l'honneur d'Arturo Roig Alsina.

## Publication originale
- Ojanguren Affilastro, 2002 : Nuevos aportes al conocimiento del género Brachistosternus en Chile, con la descripción de dos nuevas especies (Scorpiones, Bothriuridae). Boletín de la Sociedad de Biología de Concepción (Chile), vol. 73, p. 37-46 (texte intégral).